# Boronia safrolifera
Boronia safrolifera là một loài thực vật có hoa trong họ Cửu lý hương. Loài này được Cheel mô tả khoa học đầu tiên năm 1924.